# Irina Alexejewna Abyssowa
Irina Alexejewna Abyssowa (russisch Ирина Алексеевна Абысова, auch: Abysova; * 7. November 1980 in Moskau) ist eine ehemalige russische Marathon-Schwimmerin und Triathletin, zweifache Olympiastarterin (2008, 2012) fünfmalige nationale Triathlon-Meisterin (2003–2014), Mitglied der Russischen Nationalmannschaft und Aquathlon-Weltmeisterin (2013).

## Werdegang
Mit sechs Jahren begann Irina Abyssowa ihre Laufbahn als Hochleistungssportlerin, als sie in die Schwimmabteilung des sog. «Olympischen Dorfes» (Олимпийская деревня) in Moskau aufgenommen wurde.
Als 13-Jährige trat sie in die Sportschule «Pionierpalast» (Дворец пионеров) ein und kam zwei Jahre später an die zur Heranbildung von Olympioniken eingerichteten Kaderschmiede МССУОР (Московское среднее специальное училище олимпийского резерва, bzw. nach anderen Quellen: Московское специальное спортивное училище олимпийского резерва), die sie 1999, inzwischen als „Meister(in) des Sports“ (мастер спорта) ausgezeichnet, mit dem „roten Diplom“ beendete, um schließlich an die prestigereiche Moskauer Sportuniversität РГАФК (jetzt: РГУФКСиТ) überzuwechseln.
2002 stieg Abyssowa, nachdem sie bei der Weltmeisterschaft in Fukuoka im Jahr zuvor die Silbermedaille über 10 km Marathon-Schwimmen gewonnen hatte, auf Triathlon um, als sich das Ende ihrer Schwimmkarriere abzeichnete.

### Triathlon-Staatsmeisterin 2003
Nur ein Jahr später war sie bereits russische Triathlon-Meisterin, heiratete den Profi-Triathleten Igor Syssojew (1980–2024), trat dem Moskauer Sportverein Ozërki (СК Озерки) bei, schloss ihr Sport-Studium ab und wurde 2004 Mutter, konnte ihre Triathlon-Karriere jedoch erfolgreich fortsetzen.
2005 gewann sie die russische Wintertriathlon-Meisterschaft und 2006 war sie auch in der deutschen Triathlon-Meisterschaft als Elite-Verstärkung für den TUS Griesheim aktiv.

### Olympische Sommerspiele 2008
Während ihr Mann Igor bei den Olympischen Spielen 2008 in Peking Neunter wurde, schied Abyssowa nach einem schweren Fahrradsturz verletzt aus und musste ein halbes Jahr pausieren.
Im Jahr 2009 führte der französische Triathlon-Verein TOC Cesson Sevigne Abyssowa unter seinen Elite-Legionärinnen, allerdings scheint Abyssowa nicht an französischen Rennen bzw. der Clubmeisterschaft Lyonnaise des Eaux teilgenommen zu haben. In den acht Jahren von 2003 bis 2010 nahm Abyssowa an 51 ITU-Wettkämpfen teil und erreichte 16 Top-Ten-Platzierungen.
Die Saison 2011 eröffnete Abyssowa mit einer Goldmedaille auf Zypern, wo die russischen Triathleten ihr Trainingscamp aufgeschlagen hatten. Beim Volkswagen Aldiana Triathlon (27. März 2011) gewann Abyssowa Gold auf der olympischen Distanz. Bei den Olympischen Sommerspielen 2012 belegte sie in London den 13. Rang.

### Weltmeisterin Aquathlon 2013
Im August 2013 wurde sie Russische Vizemeisterin Triathlon und im September in London Aquathlon-Weltmeisterin.
Im Juli 2014 wurde sie russische Staatsmeisterin auf der olympischen Distanz. Seit 2014 trat Abyssowa nicht mehr international in Erscheinung.

### Privates
Im März 2015 kam ihre zweite Tochter zur Welt. Abyssowa lebte mit ihrem Mann Igor und den beiden Töchtern in Moskau. Igor Syssojew verstarb im Mai 2024 im Alter von 44 Jahren an den Folgen eines Verkehrsunfalls.

## Sportliche Erfolge
| Datum/Jahr    | Rang | Wettbewerb                                     | Austragungsort | Zeit     | Bemerkung                                                                                         |
| ------------- | ---- | ---------------------------------------------- | -------------- | -------- | ------------------------------------------------------------------------------------------------- |
| 10. Aug. 2014 | 3    | ETU Sprint Triathlon European Cup              | Riga           | 01:01:38 |                                                                                                   |
| 19. Juli 2014 | 1    | RUS Triathlon National Championships           | Russland       | 01:56:31 | Triathlon-Staatsmeisterin                                                                         |
| 18. Aug. 2013 | 2    | RUS Triathlon National Championships           | Russland       | 02:06:16 | Russische Vizemeisterin Triathlon                                                                 |
| 22. Juni 2013 | 6    | Alpen-Triathlon                                | Schliersee     | 02:00:21 |                                                                                                   |
| 14. Juni 2013 | 12   | ETU Triathlon European Championships           | Alanya         | 01:57:26 | Europameisterschaft auf der olympischen Kurzdistanz                                               |
| 12. Mai 2013  | 3    | Siegerland-Cup                                 | Buschhütten    | 01:09:49 |                                                                                                   |
| 4. Aug. 2012  | 13   | Olympische Sommerspiele 2012                   | London         | 02:01:52 |                                                                                                   |
| 22. Apr. 2012 | 1    | ETU Triathlon European Championship Mixed Team | Eilat          |          | Europameisterin in der 4er Staffel mit Dmitri Poljanski, Igor Poljanski und Alexandra Rasarjonowa |
| 20. Apr. 2012 | 8    | ETU Triathlon European Championships           | Eilat          | 02:09:52 |                                                                                                   |
| 24. Juni 2011 | 11   | ETU Triathlon European Championships           | Pontevedra     | 02:06:50 |                                                                                                   |
| 29. Aug. 2010 | 4    | Almere Premium European Cup                    | Almere         | 02:03:39 |                                                                                                   |
| 3. Juli 2010  | 21   | ETU Triathlon European Championships           | Athlone        | 02:01:10 |                                                                                                   |
| 2010          | 1    | RUS Triathlon National Championships           | Russland       |          | Triathlon-Staatsmeisterin                                                                         |
| 9. Aug. 2009  | 2    | ITU Triathlon World Cup                        | Tiszaújváros   | 02:00:52 |                                                                                                   |
| 5. Juli 2009  | 8    | ETU Triathlon European Championships           | Rijssen-Holten | 01:57:35 |                                                                                                   |
| 2009          | 1    | RUS Triathlon National Championships           | Russland       |          | Triathlon-Staatsmeisterin                                                                         |
| 18. Aug. 2008 | DNF  | Olympische Sommerspiele 2008                   | Peking         | –        |                                                                                                   |
| 10. Mai 2008  | 10   | ETU Triathlon European Championships           | Lissabon       | 02:08:04 |                                                                                                   |
| 2007          | 1    | RUS Triathlon National Championships           | Pensa          |          | Triathlon-Staatsmeisterin; neben Dmitri Poljanski bei den Männern                                 |
| 2. Sep. 2006  | 32   | ITU Triathlon World Championships              | Lausanne       | 02:10:28 |                                                                                                   |
| 24. Juni 2006 | 18   | ETU Triathlon European Championships           | Autun          | 02:19:08 |                                                                                                   |
| 20. Aug. 2005 | 11   | ETU Triathlon European Championships           | Lausanne       | 02:10:40 | Triathlon-Europameisterschaft                                                                     |
| 2004          | 1    | Edersee Triathlon                              | Waldeck        |          | Siegerin auf der olympischen Distanz (1,5 km Schwimmen, 42 km Radfahren und 10 km Laufen)         |
| 2003          | 1    | RUS Triathlon National Championships           | Russland       |          | Triathlon-Staatsmeisterin                                                                         |

| Datum/Jahr | Rang | Wettbewerb                                  | Austragungsort | Zeit | Bemerkung                           |
| ---------- | ---- | ------------------------------------------- | -------------- | ---- | ----------------------------------- |
| 2005       | 1    | RUS Winter Triathlon National Championships | Russland       |      | Russische Wintertriathlon-Meisterin |

| Datum/Jahr    | Rang | Wettbewerb                           | Austragungsort | Zeit     | Bemerkung                     |
| ------------- | ---- | ------------------------------------ | -------------- | -------- | ----------------------------- |
| 31. Mai 2014  | 4    | ETU Aquathlon European Championships | Köln           | 00:32:43 | Aquathlon-Europameisterschaft |
| 11. Sep. 2013 | 1    | ITU Aquathlon World Championships    | London         | 00:31:46 | Aquathlon-Weltmeisterin       |

(DNF – Did Not Finish)